# Cabera purus
Cabera purus är en fjärilsart som beskrevs av Butler 1878. Cabera purus ingår i släktet Cabera och familjen mätare. Inga underarter finns listade i Catalogue of Life.